# Spitalul Clinic „Gheorghe Polizu”
Spitalul Clinic Polizu este un spital din București, sectorul 1, situat în apropierea Gării de Nord. Spitalul este unul din centrele cu specific de maternitate din capitală.
Clădirea în care funcționează spitalul a fost construită după planurile arhitecților Cristofi Cerchez - aripa veche, la care în 1952 este adăugată o aripă nouă, construită după planurile arhitectului Ion Mircea Enescu.